# سی++بیلدر
سی++بیلدر(به انگلیسی: C++Builder) یک محیط توسعه سریع برنامه (RAD) است که توسط بورلند تولید شده و در سال ۲۰۰۹ به کدگیر تعلق پیدا کرد و یکی از زیر مجموعه‌های امبرکادرو برای تولید برنامه در زبان سی++ شد. سی++بیلدر در اصل ترکیبی است از کتابخانه اجزا بصری (VCL)، محیط توسعه‌ای که به زبان دلفی نوشته شده و یک کامپایلر به زبان ++C. روند توسعه به گونه‌ای است که ابتدا دلفی بهبود بسیاری پیدا می‌کند و پس از آن سی++بیلدر به دنبال آن توسعه پیدا می‌کند. اکثر اجزا ساخته شده در دلفی می‌توانند در سی++بیلدر بدون تغییری استفاده شوند اگر چه برعکس آن امکان پذیر نیست.
سی++بیلدر شامل ابزاری است که امکان توسعهٔ بصری بَردار و بینداز (drag-and-drop) و ساخت برنامه به وسیله طراح واسط گرافیکی کاربر با شیوه چیزی که می‌بینید، چیزی است که به‌دست می‌آورید (WYSIWYG) را فراهم آورده است.